# Lajeado Grande
Lajeado Grande is een gemeente in de Braziliaanse deelstaat Santa Catarina. De gemeente telt 1.485 inwoners (schatting 2009).

## Aangrenzende gemeenten
De gemeente grenst aan Entre Rios, Marema, Xanxerê en Xaxim.